# سلین حیدر
سلین حیدر بازیکن تیم ملی فوتبال زنان لبنان است. وی در اثر حمله هوایی اسرائیل به منطقه الشیاع لبنان، از ناحیه سر شدیدا مجروح شد و بعد از جراحی، وضعیت وی وخیم گزارش شده است.